# Драгачевски трубач
„Драгачевски трубач“ је лист, гласило, билтен  Драгачевског сабора трубача у Гучи. Излази једанпут годишње. Прво вријеме је излазио у мјесецу септембру, да би се термин његовог изласка коначно усталио  у мјесецу августу.

## Настанак и прошлост листа
Лист су покренули 2. септембра 1967. године драгачевски ентузијасти, људи захваљујући којима је настао и постао традиција и сам Драгачевски сабор трубача основан 14. октобра 1961.г, а све у намјери да постане званични лист овог сабора;  да га прати, тумачи, најављује, популарише и чува. Издавач листа је Центар за културу спорт и туризам општине Лучани „Драгачево“ - Гуча. Са пар изузетака континуирано излази већ педесетак година.  
На 55. драгачевском сабору трубача, који се одржава од 3. до 9. августа 2015.г. у Гучи, појавиће се  и 46. број „Драгавевског трубача“.

## Фотографије
- Насловна страна првог броја "Драгачевског трубача" - 2. септембар 1967.г.